# Caleidoscoop

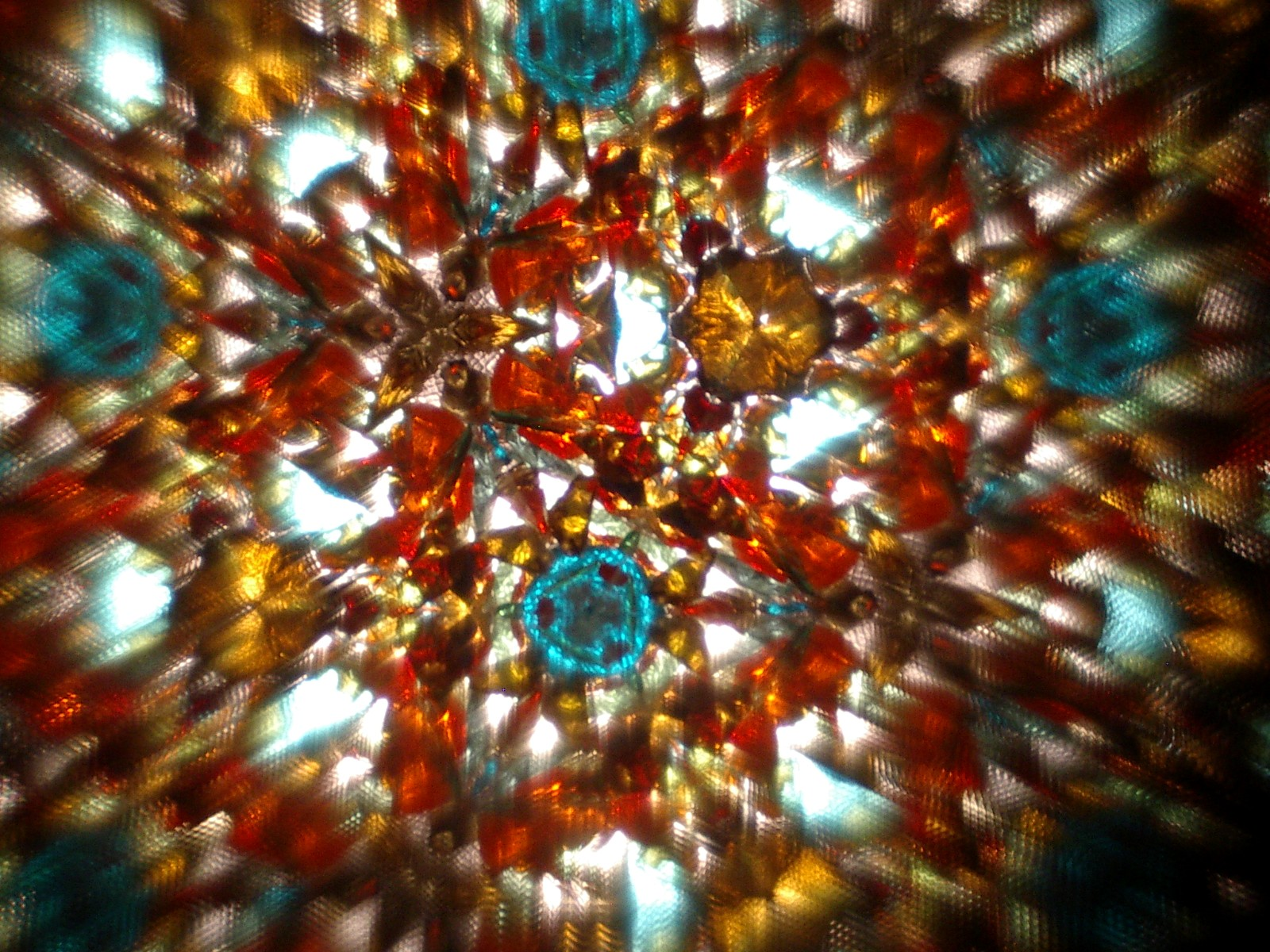
Een kijkje in een caleidoscoop

Een caleidoscoop of kaleidoscoop (een uitvinding van de Schotse natuurkundige David Brewster in 1816) is een spiegelende veelhoekige buis of koker die aan het ene einde een compartiment met gekleurde kralen of andere kleurige voorwerpen bevat. Dit compartiment is aan de binnenzijde afgesloten met doorzichtig materiaal en aan de buitenzijde met doorschijnend materiaal. Het andere uiteinde van de buis bevat een kijkopening. Twee spiegels, meestal onder een hoek van 30 graden ten opzichte van elkaar, lopen onder een flauwe hoek ten opzichte van de as van de koker over de gehele lengte ervan in de lengterichting. Het uiteinde met het compartiment wordt naar het licht toe gekeerd.
De gebruiker kijkt erin van de ene kant en het licht zorgt via de andere kant voor reflecties in de spiegels. Door deze reflecties ontstaat een als mooi ervaren, symmetrisch mandala-achtig patroon, dat dan door het schudden met de buis kan veranderen (vergelijk het inkleuren van een fundamenteel domein van de symmetrie).

## Etymologie
Het woord "caleidoscoop" komt van het Oudgrieks καλός (kalos), "mooi" + εἶδος (eidos), "vorm, gestalte" + σκοπεῖν (skopein), "kijken".
Hoewel de spelling met een c veel meer voorkomt, is de vorm met een k (kaleidoscoop) ook correct. Die spelling kom je vooral in Vlaanderen tegen: nogal wat kunst- en cultuurinstellingen in Vlaanderen dragen 'Kaleidoscoop' in hun naam. 
Het woord 'caleidoscopisch' wordt ook in figuurlijk/overdrachtelijke zin gebruikt, indien een grote keuze aan aspecten, meningen, standpunten in een bepaald domein mogelijk is.

## Historie

### De beginjaren
De impact van de caleidoscoop op de maatschappij was in die beginjaren enorm. Het was meer dan een speeltje; het was een bron van inspiratie, een hulpmiddel voor onderzoek en een symbool van schoonheid en romantiek. De caleidoscoop heeft een blijvende stempel gedrukt op de culturele en artistieke wereld.
In zijn boek "A treatise on the caleidoscope" beschrijft de uitvinder David Brewster hoe door een gebrek aan kundige instrumentmakers en vertragingen met het inschrijven van het patent op de caleidoscoop zijn uitvinding in uitgelekte versie enorm populair werd. In historische bronnen wordt gesproken van een regelrechte rage. De uitvinder zelf heeft hier echter nooit de financiële baten van mogen genieten. 
De kwaliteit van de namaak instrumenten echter was slecht, de spiegels onzuiver afgesteld en de materialen van inferieure kwaliteit. De weinige goede caleidoscopen uit de begintijd werden meestal gemaakt door kundige instrumentmakers zoals klokkenmakers en makers van microscopen of medisch instrumentarium. De professioneel gemaakte caleidoscopen waren kostbare instrumente welke typische conversatiestukken vormden in de ontvangstkamers ofwel de parlour rooms van de welgestelden. 

### Populair amusement
De caleidoscoop werd al snel een populair speeltje voor zowel kinderen als volwassenen. De wervelende patronen en kleuren waren een bron van vermaak en verwondering. Mensen namen ze mee naar picknicks, feesten en andere sociale bijeenkomsten om te delen in de magie.
De schoonheid van de caleidoscopische beelden inspireerde kunstenaars en ontwerpers in verschillende disciplines. De patronen werden gebruikt in textiel, behang, meubels en sieraden. Architecten lieten zich erdoor inspireren bij het ontwerpen van gebouwen en interieurs.
De caleidoscoop werd ook gezien als een symbool van romantiek en schoonheid. De wervelende beelden werden geassocieerd met de complexiteit en schoonheid van de liefde. Verliefden gaven elkaar caleidoscopen als cadeaus om hun genegenheid te tonen.

### Wetenschappelijk instrument
Wetenschappers zagen de waarde van de caleidoscoop als hulpmiddel bij onderzoek. Biologen bestudeerden de structuren van planten en dieren met behulp van caleidoscopen. Mineralogen gebruikten ze om de symmetrie van kristallen te analyseren.
De caleidoscoop werd ook gebruikt als educatief hulpmiddel om kinderen te leren over kleuren, symmetrie en patronen. Scholen namen ze op in hun lesmateriaal en leerkrachten gebruikten ze om de fantasie van hun leerlingen te stimuleren.